# Catherine Swinnerton
Catherine Swinnerton (* 12. Mai 1958 in Stoke-on-Trent) ist eine ehemalige englische Radrennfahrerin.
1977 und 1984 wurde Catherine Swinnerton britische Meisterin im Straßenrennen, 1979 und 1982 wurde sie jeweils Zweite sowie 1975 und 1978 jeweils Dritte.
1984 startete Swinnerton bei den Olympischen Spielen in Los Angeles und wurde 13. im Straßenrennen.